# Karolina Ziębińska-Lewandowska
Karolina Ziębińska (ur. 1975) – polska historyczka sztuki i fotografii, doktor nauk humanistycznych, kuratorka. Od 2021 dyrektorka Muzeum Warszawy.

## Życiorys
W 2001 ukończyła z wyróżnieniem historię sztuki na Uniwersytecie Warszawskim.  W 2012 obroniła pracę doktorską Pomiędzy dokumentem i eksperymentem. Debaty w polskich magazynach fotograficznych z lat 1946–1989, wydaną w 2014 roku przez fundację Bęc Zmiana i Fundację Archeologia Fotografii.
W latach 1999–2010 związana z Narodową Galerią Sztuki – Zachęta, współzałożycielka Fundacji Archeologia Fotografii i jej dyrektor (2008-2014). Od 2014 do 2020 kuratorka w dziale fotografii Centrum Pompidou w Paryżu. Była kuratorką kilkunastu wystaw m.in. obszernej prezentacji Fotomontaż polski w XX-leciu międzywojennym (2003), Dokumentalistki – polskie fotografki 20 wieku (2008), czy wystawy fotografii Zbigniewa Dłubaka.
Założona przez nią i prowadzona wspólnie z Karoliną Puchałą-Rojek Fundacja Archeologia Fotografii, której celem jest ochrona, udostępnianie i promocja archiwów polskich fotografów, objęła opieką wiele spuścizn po wybitnych autorach takich jak Zofia Chomętowska, Zbigniew Dłubak czy Wojciech Zamecznik.
Zrealizowała blisko pięćdziesiąt wystaw i towarzyszących im katalogów, w tym nagrodzony Aperture Foundation Book Awards za najlepszy katalog fotograficzny 2016 Wojciech Zamecznik. Foto-graficznie (razem z Karoliną Puchałą-Rojek) Od marca 2014 była kuratorką w dziale fotografii w paryskim Centre Pompidou. Jej ostatnie wystawy organizowane w Centre Pompidou to m.in.: Moi Ver (2023),Dora Maar (2019), Une avant-garde polonaise. Katarzyna Kobro, Wladyslaw Strzeminski (2018), David Goldblatt (2018), Photographisme. Ifert, Klein, Zamecznik (2017).
W 2021 w drodze konkursu objęła stanowisko dyrektorki Muzeum Warszawy.
Karolina zmieniała swoje nazwisko kilkukrotnie w ciągu życia: przed 2001 rokiem nosiła nazwisko Ziębińska; w latach 2001–2011 zmieniła nazwisko na Lewandowska; w latach 2011–2023 używała podwójnego nazwiska Ziębińska-Lewandowska; od 2024 roku powróciła do nazwiska Ziębińska.

## Odznaczenia
- Krzyż Kawalerski Orderu Sztuki i Literatury (2021, Francja)[21]

## Publikacje
- Między dokumentalnością a eksperymentem. Dyskusje w polskich czasopismach fotograficznych w latach 1946–1989, Warszawa: Bęc Zmiana, Fundacja Archeologia Fotografii, ISBN 978-83-62418-36-7, ISBN 978-83-64443-03-9.
- Dora Maar, Centre Pompidou, Tate Modern, Getty, 2019, ISBN 978-1-60606-629-4.
- Une Avant-garde polonaise. Katarzyna Kobro, Władysław Strzemiński, z Jarosławem Suchanem, Paris: Skira, 2018
- David Goldblatt. Structures of Dominion and Democracy, Götingen: Steidl, 2018
- Zbigniew Dłubak. Un héritier des avant-gardes, Paris: Editions Xavier Barral, 2018
- Photographisme. Ifert, Klein, Zamecznik, z Julie Jones, Paris: Editions Xavier Barral, 2017
- Brassaï – Graffiti, Paris: Editions Xavier Barral, 2016 (nominacja do nagrody Aperture Foundation Book Awards za najlepszy katalog roku)
- Wojciech Zamecznik. Foto-graficznie, z Karoliną Puchałą-Rojek, Warszawa: Fundacja Archeologia Fotografii, 2016 (międzynarodowa nagroda Aperture Foundation Book Awards za najlepszy katalog roku)
- Varda – Cuba, z Clément Chéroux, Paris: Editions Xavier Barral, 2016
- Qu’est-ce que la photographie?, z Clément Chéroux, Paris: Editions Xavier Barral, 2015
- Zofia Chomętowska. Polska w podróży, z Karoliną Puchałą-Rojek, Warszawa: Fundacja Archeologia Fotografii, Narodowe Centrum Kultury, 2013
- Zbigniew Dłubak. Body Structues, Warszawa: Fundacja Archeologia Fotografii, 2013
- Kronikarki. Zofia Chomętowska, Maria Chrząszczowa. Fotografie Warszawy 1945-1946, Warszawa: Fundacja Archeologia Fotografii, 2011
- Dokumentalistki. Polskie fotografki 20 wieku, Warszawa: Zachęta, Wydawnictwo BoSz, 2008